# Entoria taitoensis
Entoria taitoensis är en insektsart som beskrevs av Tokuichi Shiraki 1935. Entoria taitoensis ingår i släktet Entoria och familjen Phasmatidae. Inga underarter finns listade i Catalogue of Life.